# Fuchsia wurdackii
Fuchsia wurdackii är en dunörtsväxtart som beskrevs av Philip Alexander Munz. Fuchsia wurdackii ingår i släktet fuchsior, och familjen dunörtsväxter. Inga underarter finns listade i Catalogue of Life.